# Bielany (województwo małopolskie)
Bielany – wieś sołecka w Polsce położona w województwie małopolskim, w powiecie oświęcimskim, w gminie Kęty. Sołectwo zajmuje 7,90 km² powierzchni i liczy 1880 mieszkańców (stan na 31 marca 2013 roku).
Bielany leżą 23 km na północny wschód od Bielska-Białej przy drodze Oświęcim – Kęty, którą wybudowano już w latach 1780–1815 jako główny gościniec łączący zachodnią Galicję z Prusami. Rzeka Soła rozdziela wieś na dwie części: większą prawobrzeżną i mniejszą lewobrzeżny przysiółek Sosinki.
| SIMC    | Nazwa         | Rodzaj     |
| ------- | ------------- | ---------- |
| 0057141 | Baranizna     | część wsi  |
| 0057158 | Dzióbczyzna   | część wsi  |
| 0057164 | Fronizna      | część wsi  |
| 0057170 | Gabrysizna    | część wsi  |
| 0057187 | Maciążyzna    | część wsi  |
| 0057230 | Na Zamłyniu   | przysiółek |
| 0057193 | Pod Sosinkami | część wsi  |
| 0057201 | Rajizna       | część wsi  |
| 0057218 | Szewczyzna    | część wsi  |

## Historia
Miejscowość po raz pierwszy wzmiankowana została jako Byelany w dokumencie sprzedaży księstwa oświęcimskiego Koronie Polskiej przez Jana IV oświęcimskiego wystawionym 21 lutego 1457. Tym samym miejscowość przeszła w ręce królów polskich.
XVIII-wieczne źródła podają, że znajdował się tu zdemolowany i opustoszały zameczek oraz liczne stawy rybne, które Bielanie obsługiwali w ramach obowiązków pańszczyźnianych. Po rozbiorze Polski pod koniec XIX wieku dobra królewskie wyprzedano prywatnym właścicielom. Bielany przypadły Karolowi Larischowi, a po jego śmierci synowi, Karolowi Józefowi, aktywnemu działaczowi politycznemu. Od 1930 r. były własnością braci Andrzeja, Edwarda i Mariana Rudzińskich.
Z zapisu kronikarskiego stosunków pańszczyźnianych dowiadujemy się, że z końcem XVIII wieku w Bielanach i Zasolu Bielańskim mieszkało: kmieci 14/0, zagrodników 6/3, chałupników 10/26, komorników 5/3. Razem 35/32 – ogółem 67 rodzin. Zaludnienie Bielan wynosiło 335 osób, a zatem nastąpił wzrost o 225 osób w stosunku do 1508 roku (wówczas były tu 22 gospodarstwa – Jan Stanek, Z Dziejów Ziemi Oświęcimskiej).
Parafia w Bielanach pw. św. Macieja Ap. została założona przed rokiem 1482. Wcześniej była tu kaplica, stanowiąca filię parafii w Kętach. „Czas tej kaplicy” był też „czasem dążenia” do utworzenia tu parafii i budowy kościoła. W aktach powizytacyjnych diecezji krakowskiej w roku 1598 zanotowano istnienie drewnianego kościoła i szkoły parafialnej, a proboszczem był ks. Grzegorz ze Spytkowic.
W 1564 roku wraz z całym księstwem oświęcimskim i zatorskim tereny te znajdowały się w granicach Korony Królestwa Polskiego w województwie krakowskim w powiecie śląskim. Po unii lubelskiej w 1569 księstwo Oświęcimia i Zatora stało się częścią Rzeczypospolitej Obojga Narodów w granicach, której pozostawało do I rozbioru Polski w 1772.
Po rozbiorach Polski miejscowość znalazła się w zaborze austriackim i leżała w granicach Austrii, wchodząc w skład Królestwa Galicji i Lodomerii. Pod koniec XIX wieku miejscowość wymienia Słownik geograficzny Królestwa Polskiego jako leżącą w powiecie bialskim w Galicji. Wieś miała 1532 morg powierzchni i znajdowało się w niej 137 domostw z 875 mieszkańcami. W miejscowości była ulokowana filia szkoły ludowej. W 1828 roku, w miejsce drewnianego, zbudowano nowy kościół z kamienia i cegieł, który w 1833 roku poświęcił biskup tarnowski.
W latach 1954–1961 wieś należała i była siedzibą władz gromady Bielany, po jej zniesieniu w gromadzie Nowa Wieś. W latach 1975–1998 miejscowość administracyjnie należała do województwa bielskiego.

## Zabytki i atrakcje turystyczne

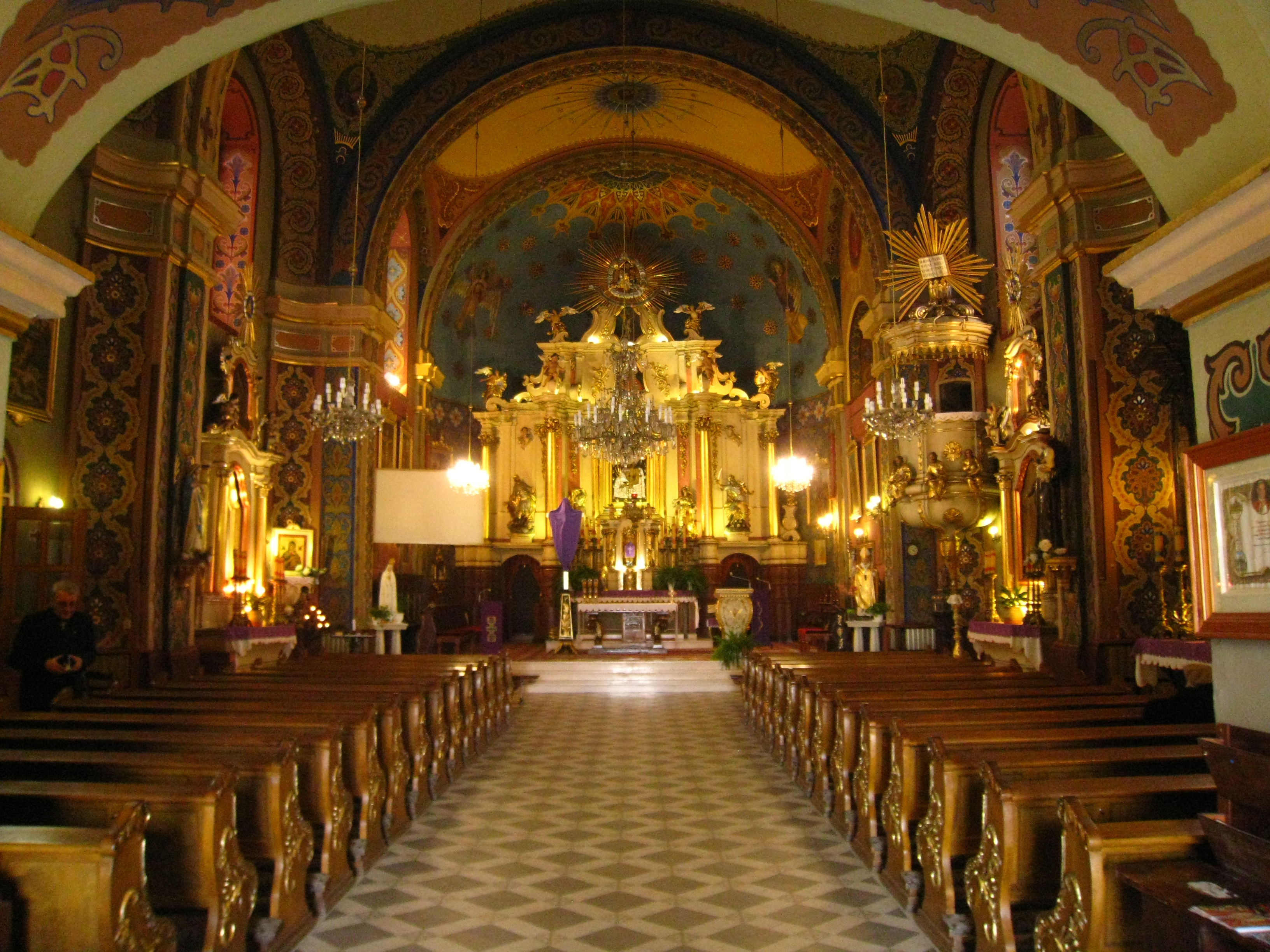
Wnętrze kościoła

Na uwagę zasługuje kościół, wybudowany w latach 1826-1833 w stylu józefińskim z funduszy zapisanych na ten cel przez Zofię Duninową z Zatora. Świątynia zawdzięcza swoje powstanie starościnie zatorskiej Zofii Dunin, która w roku 1794 przekazała na ten cel znaczne fundusze. Prace przy wznoszeniu i wyposażeniu wiązały się wieloma trudnościami, stąd dzieło budowy trwało ponad 30 lat. Wielkie zasługi na tym polu miał długoletni proboszcz parafii Antoni Gralewski (1805–1853), który doprowadził do jej konsekracji w dniu 16 maja 1833 roku. Dokonał tego aktu biskup tarnowski František Pištek. To wydarzenie nie zakończyło jednak wszelkich prac przy kościele; jego wieża została zwieńczona krzyżem dopiero 1869 roku. W swym kształcie przetrwała do naszych czasów. Kościół jest budowlą odwrotnie orientowaną czyli zbudowaną wzdłuż osi wschód-zachód, w której prezbiterium znajduje się od strony zachodniej; fasadą zwróconą w stronę głównej ulicy. Kościół jest murowany, jednonawowy, barokowy. Nawa ma kształt prostokąta, na jej przedłużeniu, oddzielone łukiem tęczowym, znajduje się zwężone prezbiterium, zakończone półkoliście. Oświetla go okno umieszczone od strony południowej, prostokątne zakończone łukiem. Na ścianie wschodniej znajduje się ołtarz, barokowy, drewniany z licznymi złoceniami i zdobieniami, zwieńczony glorią; otacza on cudowny obraz Pana Jezusa Ubiczowanego, pochodzący z XVII wieku; przysłaniany ruchomym obrazem Matki Bożej Bolesnej z początku XVIII wieku.

## Religia
Na terenie wsi działalność duszpasterską prowadzi Kościół Rzymskokatolicki (parafia św. Macieja Apostoła).